# Tanaelv
Tanaelv, på nordsamisk Deatnu, finsk Teno («Storelva»), er en 348 kilometer lang elv, den femte længste i Norge , som løber gennem kommunerne Karasjok og Tana i Troms og Finnmark fylke. De 256 kilometer af elven er grænse til Finland. Som elvens kilde regnes sammenløbet af elvene Kárášjohka og Anárjohka, ca. 14 km øst for byen Karasjok og omkring 3 km nord for den finske bygd Karigasniemi. Elven afvander et område på 15.330 kvadratkilometer, deraf ca. 70% i Norge.
Elven er kendt for laksefiskeriet og er den største lakseelv i Norge. Tanaelva har verdensrekorden for den største atlantiske laks fanget på stang. Den vejede 36 kilo og blev taget i 1929. Tanaelven med bi-elve (Tanaelvsystemet) har laks over en strækning på i alt ca. 800 km.
Tana bro blev bygget i 1948 og har et hovedspænd på 195 meter. Den er den længste bløde hængebro i Norge. Grænsepassage til og fra Finland sker ved Polmak og over Samelandsbroen ved Utsjoki.
Elven munder ud i Tanafjorden. Tanamundingen er et af de største urørte deltaområder i Europa.
Tanaelven blev i 1980 beskyttet i henhold til Verneplan for vassdrag.